# 1870 à Paris
 Chronologie de l'histoire de Paris
- 1866
- 1867
- 1868
- 1869
- 1870
- 1871
- 1872
- 1873
- 1874

Cette page concerne l'année 1870 du calendrier grégorien.

## Chronologie

### Janvier 1870
- x

### Février 1870
- x

### Mars 1870
- 28 mars :  Le baron Haussmann est destitué de son poste de préfet de la Seine par Émile Ollivier.

### Avril 1870
- x

### Mai 1870
- x

### Juin 1870
- x

### Juillet 1870
- x

### Août 1870
- x

### Septembre 1870
- 4 septembre :
  - À la suite de l'arrestation de Napoléon III, considéré comme prisonnier de guerre et emmené en captivité en Allemagne, la déchéance de l'empereur est prononcée à Paris et la république proclamée.
  - La foule parisienne envahit le Palais Bourbon. Les députés républicains (Gambetta, Favre, Ferry…) proclament la République et la fin de l'Empire sur la place de l’Hôtel-de-Ville. Ils instaurent un Gouvernement de la Défense nationale et un ministère dit « du 4 septembre ».
- 5 septembre :
  - Georges Clemenceau (29 ans) devient maire du XVIIIe arrondissement de Paris.
  - Des comités de vigilance commencent à se constituer par arrondissement.
  - Rentrant de son exil de Guernesey, Victor Hugo arrive à Paris, où il est reçu avec les honneurs d'un roi par la foule.
- 18 septembre : Début du siège de Paris par les Allemands.

### Octobre 1870
- 7 octobre : Léon Gambetta, ministre de l'Intérieur quitte Paris en ballon et atterrit à Montdidier dans la Somme ; il tente de créer de nouvelles armées.

### Novembre 1870
- x

### Décembre 1870
- x